# Janovice (Velká Bíteš)
Janovice (německy Janowitz) je část města Velká Bíteš v okrese Žďár nad Sázavou. Nachází se na jihu Velké Bíteše. Prochází zde silnice II/399. V roce 2009 zde bylo evidováno 276 adres. V roce 2001 zde trvale žilo 814 obyvatel.
Janovice leží v katastrálním území Velká Bíteš o výměře 15,44 km2.